# Neo Heroic Fantasia Arion
Arion (яп. ネオ・ヒロイック・ファンタジア　アリオン нэо хироикку фантадзиа арион) — манга, автором и иллюстратором которой является Ёсикадзу Ясухико. Впервые публиковалась издательством Tokuma Shoten в ежемесячном журнале Monthly Comic Ryū с марта 1979 года по сентябрь 1984 года. Всего выпущено 5 томов манги.
На основе сюжета манги студией Sunrise 15 марта 1986 года был выпущен полнометражный анимационный фильм продолжительностью 118 минут. Режиссёром фильма выступил сам автор оригинала Ёсикадзу Ясухико, а музыку к нему написал Дзё Хисаиси.

## Сюжет
События сюжета основаны на древнегреческой мифологии, но довольно вольно.
Действие происходит в древние времена, когда боги и люди жили вместе. Младенца Ариона (Сигэру Накахара, в детстве — Кадзуэ Комия) похитил Гадес (Тикао Оцука), владыка подземного мира. Он вырастил его, убедив, что его мать (Рэйко Муто) ослепил Зевс (Масанобу Окубо) и единственный способ излечить ее — убить правителя Олимпа.
Как только Арион достаточно вырос, Гадес отпускает его назад в мир, где герой оказывается втянут в разборки между тремя братьями — Гадесом, Посейдоном (Киёси Кобаяси) и Зевсом. Дети последнего — боги войны Афина (Масако Кацуки) и Арес (Бин Симада) — захватывают Ариона в плен. Там он встречает немую рабыню Лесфену (Мики Такахаси). Она помогает ему сбежать в компании Сенеки (Маюми Танака). Вместе они попадают в руки Посейдона, отца Ариона, когда-то оставившего его. После ряда битв Гадес проклинает Ариона и он набрасывается на своего отца.
В воцарившемся хаосе войска Посейдона оказываются побеждены, а Ариону приходится бежать. Арион встречает старого отшельника Ликаона (Итиро Нагай), убеждающего его поднять людей и вести их в атаку на Олимп, где к тому времени обитает Аполлон (Хиротака Судзуоки), держащий в плену Лесфену, о которой становится известно, что она сестра Ариона.
В ходе кампании Арион встречает Прометея (Хидэюки Танака) и узнает всю правду о своем прошлом.

## Критика
Аниме было включено в список 100 лучших аниме-фильмов всех времен, составленных Майклом Тулом, редактором ANN. Автор списка сравнивает сюжет с сюжетом игр God of War, где герой тоже берется за меч и отправляется свергать жителей Олимпа. Особенно примечательны полномасштабные боевые сцены, редко встречающиеся в рисованных аниме. Армии богов разнообразны и проработаны — русалы Посейдона выныривают из воды для атаки на стоящие на берегу войскам Афины, в подчинении у Гадеса оказывается и трехглавый Цербер, и Гидра.
Музыка к фильму была написана Дзё Хисаиси, известным своими работами к фильмам Хаяо Миядзаки, и снискала любовь поклонников. Некоторые из композиций вошли в альбомы, выпущенные композитором.
Визуальный ряд картины выполнен мастерски и детализировано, чему безусловно послужил тот факт, что режиссёром выступал автор манги. Но фон в большинстве своем представляют простые пейзажи, а не классические греческие города, во многом потому, что действие произведения разворачивается задолго до их основания. Впрочем, Ясухико в своих интервью отзывается о фильме негативно, утверждая, что ненавидит его.
Большая часть персонажей основана на известных образах из древнегреческой мифологии, но их интерпретация может как совпадать с наиболее распространенной, так и отличаться. Например, Аполлон — красавец-блондин, западающий на каждую привлекательную женщину, и Афина, твердо ведущая свои войска в бой, вполне им соответствуют. А появляющийся Геркулес скорее просто скромный слуга, обладающий силой «выше среднего», но не герой из мифов и легенд.
Главный герой произведения имеет много сходства с другими персонажами, созданными Ясухико, особенно c Джо из Crusher Joe и Хиро из Venus Wars, но также и с Дзиро из манги Rebel Sword и в некоторой степени с Амуро Рэем из Mobile Suit Gundam, если отбросить ангст. Лицу Ариона свойственна та особая черта персонажей Ясухико, которая позволяет передавать гораздо больше эмоций, чем у других героев, позволяя выражениям часто сменяться на его лице.
Аниме может восприниматься и как приключенческая история с отличной графикой, и как аллегорическая история о прогрессе и эволюции человечества, которые привели к отказе от поклонения богам. В любом случае, оно стало одним из немногих, основанных не на японской мифологии и, пусть и уступает по эффектам игровым фильмам, таким как «Ясон и аргонавты» и «Битва титанов», но является значимым произведением среди эпических экранизаций древних мифов.